# Фалеристика
Фалеристиката (от лат. falerae, phalerae – обли метални украшения, давани като награда в римската армия) е приложна историческа наука. Тя се занимава с историята и символиката на различни почетни награди – медали, ордени, значки, пафти, плакети и други.
Фалеристика се нарича и хоби, свързано с колекционирането на същите тези медали, ордени, значки, пафти, както и запалки, часовници или въобще всякакви сувенирни изделия гравирани, като подарък по специални поводи, годишнини и събития. Често хобито фалеристика е причислявано и към Нумизматиката.
Хората, занимаващи се фалеристика, се наричат фалеристи.